# Йоран Терборн
Йоран Терборн (швед. Göran Therborn нар. 23 вересня 1941, Кальмар, Швеція) — професор соціології в Кембриджському університеті, один із найбільш цитованих сучасних соціологів.

## Біографія
З 2006 року очолював кафедру соціології в Кембриджі, у 2010 році вийшов на пенсію, але й далі викладає модуль MPhil. Працював на всіх населених континентах світу. Праці Терборна були опубліковані як мінімум двадцяти чотирма мовами.
Тернборн — прихильник загальної свободи й рівності, антиімперіалістичних та егалітарних суспільно-політичних рухів. В основному працює над глобальними дослідженнями, такими як сімейно-статеві та гендерні відносини, нерівність, шляхи до модерності, міста і влада, формування середнього класу. На даний час проживає в Юнгбіхольмі, що на південному сході Швеції.

## Праці
- Therborn, Göran (1976). Science, Class & Society. Verso.
- Therborn, Göran (1978). What Does the Ruling Class do When it Rules?: State Apparatuses and State Power under Feudalism, Capitalism and Socialism.
- Therborn, Göran (1980). The Ideology of Power and the Power of Ideology.
- Therborn, Göran (1986). Why Some Peoples are More Unemployed than Others.
- Therborn, Göran (1995). European Modernity and Beyond: The Trajectory of European Societies, 1945-2000.
- Therborn, Göran (2004). Between Sex and Power: Family in the World, 1900-2000.
- Therborn, Göran (2008). From Marxism to Post-Marxism?.
- Therborn, Göran (2010). Handbook of European Societies: Social Transformations in the 21st Century. Springer.
- Therborn, Göran (2011). The World: A Beginner's Guide.
- Therborn, Göran (2013). The Killing Fields of Inequality.
- Therborn, Göran (2017). Cities of power.

### Переклади українською
- Мрії та кошмари середніх класів світу [Архівовано 9 жовтня 2020 у Wayback Machine.] // Спільне, 17 вересня 2020.